# Arabizm
Arabizm – wyraz, zwrot lub konstrukcja składniowa zapożyczona z języka arabskiego.
Arabizmami jest wiele terminów związanych z islamem i całą kulturą arabską, a także terminy naukowe zapożyczone w średniowieczu, gdy nauka w krajach arabskich stała na wyższym poziomie w porównaniu z nauką europejską.
Ponieważ kultura polska nigdy nie wchodziła w bezpośredni kontakt z arabską, wyrazy arabskie funkcjonujące w języku polskim dostawały się do polszczyzny za pośrednictwem innych języków: tureckiego, węgierskiego, angielskiego, włoskiego lub francuskiego. Arabizmy mogą być zatem rozpatrywane także jako pożyczki z tych właśnie języków, co jest o tyle istotne, że w wielu wypadkach języki te nadały arabizmom kształt fonetyczny odmienny od brzmienia pierwotnego. Pośrednictwo łacińskie występuje m.in. przy alkohol, za pośrednictwem francuskiego zostały zapożyczone fakir, otomana, a języka ukraińskiego: kajdany. Język niemiecki pośredniczył przy zapożyczeniu materac, a szpinak to bezpośrednie zapożyczenie z greckiego. 
Wiele arabizmów zostało przejętych za pośrednictwem języka osmańskotureckiego. Dotyczą one głównie terminologii wojskowej i religijnej (ale nie tylko) i zostały zapożyczone dzięki długotrwałym kontaktom polsko-tureckim od XVI do XVIII wieku. Należą tu, między innymi: dziryt (z tur. cirit), haracz (z tur. haraç), kiesa (z tur. kese), majdan (z tur. maydan). Wszystkie te wyrazy wywodziły się początkowo z języka arabskiego.
Przykłady arabizmów: admirał, alchemia, algebra, algorytm, alkalia, alkohol, alkazar, Allah, Arabowie, arsenał, bazar, cyfra, dżihad, dżinn, emir, erg, fatwa, hadis, hadżar, hadżdż, hadżi, hafiz, hamada, henna, hidżra, imam, islam, Kaba, kalif, kasyda, kawa, Koran, kuskus, lutnia, Maghreb, mahdi, Mahomet, meczet, medresa, medyna, mihrab, minaret, mudżahedin, muezin, mufti, mułła, muzułmanin, nabab, nadir, ramadan, sahib, salam alejkum, salat, serir, sufizm, sułtan, sunnizm, sura, szahada, szariat, szejk, szyfr, szyizm, ulem, wali, zakat, zenit, zero.